# 한다감
한다감(본명: 개명 전 이름 한은정, 1980년 9월 12일 ~ )은 대한민국의 배우이다.

## 생애
한은정은 1997년 고릴라진 모델 선발 대회에서 대상을 수상하면서부터 패션 모델로 활동했으며 1999년 미스 월드 퀸 유니버시티에서 대상을 수상했다. 1999년에 방영된 MBC 아침드라마 《사랑을 위하여》에 출연하면서 배우로 데뷔했고 2002년에 방영된 SBS 드라마 스페셜 《명랑소녀 성공기》에서 주인공 차양순(장나라 분)을 괴롭히는 악역인 윤나희 역할을 맡으면서 주목을 받았다.
한은정은 한동안 연기력 논란이 끊이지 않았던 배우였으나, 2006년 KBS 대하드라마 《서울 1945》에서 파란만장한 인생을 사는 여인이자 사회주의자 최운혁(류수영 분)의 애인인 김해경(개명 이전의 이름은 김개희) 역할을 맡으면서 연기 실력이 향상되었다는 평가를 받았고 KBS 연기대상 시상식에서 우수연기상을 수상했다. 2010년 KBS 드라마 《구미호: 여우누이뎐》에서 모성애를 간직한 구미호 역할을 맡으면서 최고의 연기를 보여주었다.
한은정은 2018년 12월 10일부터 한다감이라는 예명으로 활동했는데 "평범한 이름 대신 배우로서 특별한 이름을 갖고 싶었고 팬들에게 다정다감하게 다가가고 싶었다."는 취지에서 지었다고 한다. 한다감은 MBC 《황금어장 라디오스타》에 출연한 자리에서 한다감이라는 예명을 사용한 이후에 "신진대사가 활발해지고 손발이 따뜻해지는 현상이 일어났다. 또한 심리적으로 안정되고 불면증이 사라졌다."고 밝혔다. 2020년 1월 5일에는 1세 연상 일반인 사업가와 결혼했다.

## 학력
- 동대전초등학교 (졸업)
- 대전가양중학교 (졸업)
- 한밭고등학교 (졸업)
- 서울예술대학교 영화과 (중퇴)
- 경희대학교 연극영화학과 (중퇴)
- 경희사이버대학교 정보통신학과 (졸업)

## 경력
| 연도   | 사항                                    |
| ------ | --------------------------------------- |
| 2006.5 | 과학기술 홍보대사                       |
| 2006.9 | 한국 주재 라스베이거스관광 명예홍보대사 |
| 2009.3 | 제60회 대전국제우주대회 홍보대사        |
| 2010.1 | 대충청방문의해 홍보대사                 |

## 연기 활동

### 드라마
| 연도      | 방송사   | 제목                            | 역할   | 비고     |
| --------- | -------- | ------------------------------- | ------ | -------- |
| 2000      | SBS      | 팝콘                            | 한은정 | 16부작   |
| 2002      | SBS      | 오렌지                          |        | 72부작   |
| 2002      | SBS      | 명랑소녀 성공기                 | 윤나희 | 16부작   |
| 2002      | SBS      | 흐르는 강물처럼                 | 김경주 | 50부작   |
| 2002      | SBS      | 순수의 시대                     | 김민경 | 16부작   |
| 2003      | MBC      | 남자의 향기                     | 신은혜 | 18부작   |
| 2004      | KBS2     | 풀하우스                        | 강혜원 | 16부작   |
| 2005      | MBC      | 원더풀 라이프                   | 이채영 | 16부작   |
| 2006      | KBS1     | 서울 1945                       | 김해경 | 71부작   |
| 2007      | SBS      | 사랑하는 사람아                 | 김서영 | 20부작   |
| 2008      | MBC      | 대한민국 변호사                 | 이애리 | 16부작   |
| 2009      | MBC      | 신데렐라 맨                     | 장세은 | 16부작   |
| 2010      | KBS2     | 구미호: 여우누이뎐              | 구미호 | 16부작   |
| 2011      | KBS2     | KBS 드라마 스페셜 - 사백년의 꿈 | 강희선 | 2부작    |
| 2014      | KBS2     | 골든크로스                      | 홍사라 | 20부작   |
| 2014      | KBS2     | 아이언맨                        | 김태희 | 18부작   |
| 2016      | SBS      | 영주                            | 해숙   | 2부작    |
| 2018      | SBS      | 리턴                            | 염미정 | 특별출연 |
| 2018      | SBS      | 그녀로 말할 것 같으면           | 정수진 | 40부작   |
| 2020      | 채널A    | 터치                            | 백지윤 | 16부작   |
| 2020      | JTBC     | 우아한 친구들                   | 백해숙 | 17부작   |
| 2021~2022 | KBS1     | 국가대표 와이프                 | 서초희 | 122부작  |
| 2023      | 넷플릭스 | 셀러브리티                      | 왕로라 | 12부작   |
| 2023      | TV조선   | 아씨두리안                      | 이은성 | 16부작   |

### 영화
| 연도 | 제목                             | 배역   | 비고     |
| ---- | -------------------------------- | ------ | -------- |
| 2002 | 새집이라고 했는데 이 얼룩은 뭐죠 |        | 단편영화 |
| 2004 | 투 가이즈                        | 지선   |          |
| 2008 | 신기전                           | 홍리   |          |
| 2011 | 기생령                           | 서니   |          |
| 2011 | 공소시효                         |        |          |
| 2015 | 세상끝의 사랑                    | 서자영 |          |

### 예능
| 연도             | 제목                    | 역할   | 비고 |
| ---------------- | ----------------------- | ------ | ---- |
| 2001년           | 시사터치 코미디 파일    | MC     |      |
| 2017년           | 풍문으로 들었쇼         | MC     |      |
| 2017년 ~ 2018년  | 발칙한 동거 - 빈방 있음 |        |      |
| 2017년           | 서가식당                |        |      |
| 2017년           | 스타일 뷰티             | MC     |      |
| 2017년           | 잡스                    | 게스트 |      |
| 2017년           | 비디오스타              | 게스트 |      |
| 2018년 5월 2일   | 한끼줍쇼                | 게스트 |      |
| 2018년 8월 16일  | 인생술집                | 게스트 |      |
| 2020년 10월 7일  | 라디오스타              | 게스트 |      |
| 2024년 11월 13일 | 노빠꾸 탁재훈           | 게스트 |      |

### 교양
| 연도 | 방송사 | 제목           | 역할 | 비고 |
| ---- | ------ | -------------- | ---- | ---- |
| 2022 | TV조선 | 가족관계증명서 | MC   |      |

### 광고
| 연도 | 광고주         | 브랜드                          | 종류                  | 비고                       |
| ---- | -------------- | ------------------------------- | --------------------- | -------------------------- |
| 2000 | 이오벨라화장품 | 이오시마                        | 화장품                |                            |
| 2002 | LG생활건강     | 라끄베르 내츄럴웨어 투웨이 케익 | 화장품                |                            |
| 2002 | 한국 코카-콜라 | 코카콜라 라이트 레몬맛          | 음료                  |                            |
| 2002 | 롯데제과       | 이에프(ef)                      | 초콜릿                |                            |
| 2002 | KT             | 지큐브                          | 휴대전화              | 권상우, 터틀맨과 함께 출연 |
| 2003 | LG생활건강     | 라끄베르 하이드로 퓨어          | 화장품                |                            |
| 2003 | LG생활건강     | 라끄베르 화이트 파워 세럼       | 화장품                |                            |
| 2003 | 남영L&F        | 비비안 스킨볼륨                 | 속옷                  |                            |
| 2003 | KT             | K머스                           | 이동통신 서비스       | 안성기와 함께 출연         |
| 2003 | LG생활건강     | 라끄베르 가을 메이크업          | 화장품                | 박건형과 함께 출연         |
| 2004 | CJ제일제당     | 다시다                          | 조미료                | 지진희와 함께 출연         |
| 2005 | 오리온         | 고소미                          | 비스킷                | 하석진과 함께 출연         |
| 2006 | 동서식품       | 포스트 홀앤올                   | 시리얼                |                            |
| 2006 | 금강주택       | 센테리움                        | 아파트                |                            |
| 2006 | LG생활건강     | 더블리치 맥스 루미넌트          | 샴푸·린스             |                            |
| 2007 | 동서식품       | 포스트 홀앤올                   | 시리얼                |                            |
| 2007 | 금강주택       | 펜테리움                        | 아파트                |                            |
| 2008 | 동서식품       | 포스트 홀앤올 든든한 단호박     | 시리얼                |                            |
| 2010 | 금강제화       | 금강제화 상품권                 | 상품권                | 차인표와 함께 출연         |
| 2013 | 미젤랑화장품   | 미젤랑                          | 화장품                |                            |
| 2015 | 엠에스코       | 더블로파 4S                     | 운동기구              |                            |
| 2017 | 보가비         | 보험오픈마켓 보가비             | 스마트폰 애플리케이션 |                            |

## 수상 및 후보
| 연도 | 시상식                      | 부문                                | 작품                            | 결과 |
| ---- | --------------------------- | ----------------------------------- | ------------------------------- | ---- |
| 1997 | 고릴라 진 콘테스트          | 빈칸                                | 빈칸                            | 수상 |
| 1999 | 미스월드퀸 유니버시티       | 대상                                | 빈칸                            | 수상 |
| 2002 | SBS 연기대상                | 뉴스타상                            | 명랑소녀 성공기                 | 수상 |
| 2006 | 제7회 대한민국영상대전      | 포토제닉상 연기자부문               | 빈칸                            | 수상 |
| 2006 | KBS 연기대상                | 여자 우수연기상                     | 서울 1945                       | 수상 |
| 2007 | 앙드레김 베스트 스타 어워드 | 여자부문 스타상                     | 빈칸                            | 수상 |
| 2008 | 제29회 청룡영화상           | 신인여우상                          | 신기전                          | 후보 |
| 2009 | 제32회 황금촬영상           | 최우수 여우주연상                   | 신기전                          | 수상 |
| 2010 | KBS 연기대상                | 대상                                | 구미호: 여우누이뎐              | 후보 |
| 2010 | KBS 연기대상                | 여자 최우수연기상                   | 구미호: 여우누이뎐              | 후보 |
| 2010 | KBS 연기대상                | 미니시리즈부문 여자 우수연기상      | 구미호: 여우누이뎐              | 수상 |
| 2010 | KBS 연기대상                | 여자 네티즌상                       | 구미호: 여우누이뎐              | 후보 |
| 2011 | 제33회 황금촬영상           | 최우수 인기여우상                   | 기생령                          | 수상 |
| 2011 | KBS 연기대상                | 여자 특집단막극상                   | KBS 드라마 스페셜 - 사백년의 꿈 | 수상 |
| 2014 | KBS 연기대상                | 여자 조연상                         | 골든 크로스                     | 수상 |
| 2017 | MBC 방송연예대상            | 인기상                              | 발칙한 동거 - 빈방 있음         | 수상 |
| 2018 | SBS 연기대상                | 일일·주말드라마부문 여자 우수연기상 | 그녀로 말할 것 같으면           | 후보 |
| 2021 | KBS 연기대상                | 일일드라마부문 여자 우수연기상      | 국가대표 와이프                 | 수상 |
| 2022 | 제8회 에이판 스타 어워즈    | 장편드라마부문 여자 우수연기상      | 국가대표 와이프                 | 후보 |